# Primeira Batalha de St. Albans
A Primeira Batalha de St. Albans travada em 22 de maio de 1455 em St Albans, 35 km ao norte de Londres, marca tradicionalmente o início das Guerras das Rosas na Inglaterra.  Ricardo, duque de York, e seus aliados, os condes Richard Neville de Salisbury e Richard Neville, derrotaram um exército real comandado por Edmund Beaufort, duque de Somerset, que foi morto. Com o rei Henrique VI capturado, um parlamento subsequente nomeou Richard de York Lorde Protetor.

## Resultado
A primeira batalha de St Albans foi relativamente menor em termos militares, com menos de sessenta mortos de aproximadamente 5 000 combatentes. Mas politicamente esta foi uma vitória completa para York e os Nevilles: York capturou o rei e restaurou-se ao poder completo, enquanto Somerset e os rivais do norte dos Nevilles Henry Percy, Conde de Northumberland e Lord Clifford todos caíram durante a derrota. Entre os feridos estavam Buckingham, Thomas de Courtenay, Conde de Devon, Jasper Tudor (meio-irmão do Rei), e o filho de Somerset, Henry Beaufort, Conde de Dorset. O ataque repentino e a bravura do Conde de Warwick, de 26 anos, iniciou sua famosa carreira militar e levaria à sua reputação como "o fazedor de reis".
No dia seguinte, York escoltou o rei Henrique de volta a Londres; York foi nomeado protetor da Inglaterra pelo Parlamento alguns meses depois.